# Лобанов, Юрий Терентьевич
Юрий Терентьевич Лобанов (29 сентября 1952, Сталинабад — 1 мая 2017, Москва) — советский гребец на каноэ, олимпийский чемпион 1972 года, восьмикратный чемпион мира. Заслуженный мастер спорта СССР (1972). Брат двукратного чемпиона мира Михаила Лобанова.

## Спортивная карьера
- Олимпийский чемпион 1972 года в каноэ-двойке с Владасом Чесюнасом на дистанции 1000 м[2];
- Бронзовый призёр Олимпийских игр 1980 года в каноэ-двойке с Василием Юрченко на дистанции 1 000 м;
- 8-кратный чемпион мира в каноэ-двойке: 1973 (10 000 м), 1974 (1 000 м и 10 000 м), 1975 (10 000 м), 1977 (1 000 м и 10 000 м), 1979 (1 000 м и 10 000 м);
- Серебряный призёр чемпионата мира в каноэ-двойке: 1973 (1 000 м);
- Бронзовый призёр чемпионатов мира в каноэ-двойке: 1977 (500 м), 1978 (1 000 м);
- Многократный чемпион СССР в 1972—1980 годах на различных дистанциях.

Умер 1 мая 2017 года. Похоронен на Митинском кладбище в Москве.

## Награды
- Орден «Знак Почёта» (1972)
- Почётный знак «За заслуги в развитии физической культуры и спорта» (2001).